# Centralmassivet
|  | For Thåströms album, se Centralmassivet (Thåström-album) |
Centralmassivet (fransk: Massif Central, occitansk: Massís Central / Massís Centrau) er en bjergregion i det centrale Sydfrankrig. Regionen ligger vest for floden Rhône og består af bjerge, plateauer og uddøde vulkaner, blandt andet den 1.856 meter høje Cantal.
Områdets højeste bjerg er Puy de Sancy på 1.885 meter. Centralmassivet er forholdsvis tyndt befolket og omfatter blandt andet store skovområder. Hovedbeskæftigelsen blandt befolkningen i området er landbrug og mejeriproduktion.

## Geologi
Bjergmassivet er af hercynisk oprindelse og blev dannet under den hercyne foldning mellem kultiden og perm for omkring 300 mio. år siden. I de følgende 150 mio. år blev bjergene nederoderet til peneplanet. For ca. 55 mio. år siden ved overgangen til kænozoikum skete der en foldning af Alperne og Pyrenæerne, og i forbindelse hermed undergik også Centralmassivet store forandringer. Det, der før havde været en stor blok, blev delt op i flere mindre blokke, hvoraf de fleste blev hævet op, mens andre blev sænket, således at der specielt i den nordlige og nordvestlige del af området findes flere gravsænkninger. Samtidig med denne brudaktivitet begyndte der vulkansk aktivitet, der varede indtil for 6.000 år siden. Nu til dags ses disse udslukte vulkaner flere steder i landskabet, hvor de hæver sig flere hundrede meter over det omgivende landskab. Således når vulkanerne op i højder mellem 1.200 og 1.885 meter, mens niveauet i resten af Centralmassivet ligger på mellem 500 og 1.100 meter. Vulkanerne findes primært omkring Clermont-Ferrand.

## Klima
Centralmassivet ligger som en mur mellem Atlanterhavet og Middelhavet. Fra Atlanterhavet kommer der året rundt lavtryk ind over Frankrig, og disse afgiver det meste af deres nedbør over Centralmassivet, der er et af Frankrigs mest nedbørsrige områder med en årlig gennemsnitsnedbør på op til 2.000 mm. I Cevennerne og i Cantal ligger årsgennemsnittet så højt som henholdsvis 2.263 mm og 2.297 mm. Dette betyder bl.a., at flere af Frankrigs største floder udspringer i området, heriblandt Tarn, Lot, Dordogne og Loire, der alle løber ud i Atlanterhavet, samt de vigtige bifloder til Rhône: Ardeche og Gard.

## Flora
På grund af dets store areal og dets placering i korsvejen mellem forskellige klimazoner er Centralmassivets flora meget varieret. I den sammenhæng kan man faktisk understrege den klassiske modstilling af overflader, som er sydvendte overfor de nordvendte (sydhæld og nordhæld) eller de forskelle, som findes i vegetationen mellem på den ene side sure jordbundstyper (granit) og på den anden side de basiske (kalkholdige eller basalt).

## Administration
Centralmassivet består generelt af følgende départementer: Allier, Ardèche, Aveyron, Cantal, Corrèze, Creuse, Haute-Loire, Haute-Vienne, Loire, Lot, Lozère, og Puy-de-Dôme.
Centralmassivet ligger i regionerne Auvergne-Rhône-Alpes, Nouvelle-Aquitaine og Occitanie (indtil strukturreformen i 2016: Auvergne, Languedoc-Roussillon, Limousin, Midi-Pyrénées og Rhône-Alpes).
De største byer i området er Saint-Étienne og Clermont-Ferrand.

## Bjerge i Centralmassivet
I dette område betegner en "Puy" en udslukt vulkan.
- Puy de Sancy (1886 m)
- Plomb du Cantal (1855 m)
- Puy Mary (1787 m)
- Mont Lozère (1702 m)
- Mont Aigoual (1567 m), ved Le Vigan (Gard)
- Puy de Dôme (1464 m)

## Plateauer
- Larzac
- Plateau de Millevaches

## Økonomi
Vulkanerne i området er opbygget gennem en lang række udbrud. De deraf følgende lavastrømme er herefter flydt ned i dalene, hvor de har dannet et meget frugtbart landbrugsland. I Auvergne, som er en af de centrale regioner, er der således ansat 41.000 i landbruget, hvilket repræsenterer 8,5% af områdets samlede arbejdsstyrke, og som er mere end dobbelt så meget som det nationale gennemsnit.
Flere steder i området brydes der basalt og flere steder brydes der kalk og stenkul.
Derudover er der på grund af den vulkanske aktivitet flere varme kilder og kilder, der indeholder CO2-holdigt vand, hvilket giver grobund for flere kursteder heriblandt Vichy og tapning af mineralvand som eksempelvis Volvic og Vichyvand.
På grund af den store nedbørsmængde i området er der flere store, vandkraftværker i området. De største ligger langs med floderne Dordogne og Tarn.